# ハンガリー人民主同盟 (ルーマニア)
ルーマニア・ハンガリー人民主同盟（ルーマニア・ハンガリーじんみんしゅどうめい、ルーマニア語: Uniunea Democrată Maghiară din România, UDMR、ハンガリー語: Romániai Magyar Demokrata Szövetség, RMDSZ）は、ルーマニアの民族政党。トランシルバニア地方を中心に居住するハンガリー人（マジャル人）の利益を代表する。たびたび連立与党として政権参加しており、2009年12月から2012年5月には、当時のマルコー・ベーラ党首が第二次エミール・ボック内閣とミハイ・ラズヴァン・ウングレアーヌ内閣に副首相として入閣した。